# スウィート・リトル・シックスティーン
「スウィート・リトル・シックスティーン」（英語: Sweet Little Sixteen）は、チャック・ベリーが作詞・作曲して1958年1月にシングルA面曲として発表した楽曲。同年発売のアルバム『ワン・ダズン・ベリーズ』にも収録された。

## 解説
1957年12月29日から30日のレコーディング・セッションで録音された曲の一つで、ベリー（ボーカル、ギター）以下ジョニー・ジョンソン（ピアノ）、ウィリー・ディクスン（ベース）、フレッド・ビロウ（ドラムス）が参加した。なお、リリースされたヴァージョンはオリジナル・マスターよりも回転数が速められていた。
母国アメリカではBillboard Hot 100で2位、『ビルボード』のR&Bシングル・チャートでは1位に達した。また、ベリーは本作で自身2作目の全英シングルチャート入りを果たし、最高16位を記録した。
2004年に選出された「ローリング・ストーンの選ぶオールタイム・グレイテスト・ソング500」では272位にランク・インし、後の改訂では277位となった。
映画『真夏の夜のジャズ』（1960年公開）にベリーの演奏場面が収録されている。

## カバー
ザ・ビーチ・ボーイズが1963年にシングル・ヒットさせた曲「サーフィン・U.S.A.」は本作の替え歌で、ベリーの弁護士により訴えられ、1966年以降はベリーの名前もソングライティング・クレジットに記載された。また、ベリーのオリジナル・ヴァージョンは下記のアーティストによりカバーされている。
- ジェリー・リー・ルイス - 1962年にシングルA面曲として発表し[9]、Billboard Hot 100では最高95位を記録した[10]。また、2006年のアルバム『ラスト・マン・スタンディング』には、リンゴ・スターとのデュエットによる再録音が収録されている[11]。
- ビートルズ - 1963年7月10日にBBCの番組「ポップ・ゴー・ザ・ビートルズ」のための録音を残しており、この録音は1994年発売の発掘音源集『ザ・ビートルズ・ライヴ!! アット・ザ・BBC』に収録された[12]。
- ホリーズ - アルバム『ウッド・ユー・ビリーヴ?』（1966年）に収録[13]。
- アニマルズ - アルバム『アニマリズムズ』（1966年）に収録[14]。
- テン・イヤーズ・アフター - アルバム『ワット』（1970年）に、ワイト島音楽祭で録音されたライヴ音源を収録[15]。
- ジョン・レノン - カバー・アルバム『ロックン・ロール』（1975年）に収録[16]。
- クリフ・リチャード - カバー・アルバム『Just… Fabulous Rock 'n' Roll』（2016年）に収録[17]。